# Đại sứ quán Việt Nam Cộng hòa tại New Zealand
Đại sứ quán Việt Nam Cộng hòa tại New Zealand (tiếng Anh: Embassy of the Republic of Vietnam in New Zealand), thường gọi là Đại sứ quán Nam Việt Nam tại New Zealand, là cơ quan đại diện ngoại giao do Việt Nam Cộng hòa (Nam Việt Nam) thành lập tại thủ đô Wellington của New Zealand và đóng cửa vào ngày 8 tháng 5 cùng năm sau khi Sài Gòn thất thủ ngày 30 tháng 4 năm 1975.

## Lịch sử
Đại sứ quán Việt Nam Cộng hòa tại New Zealand mở cửa từ tháng 9 năm 1962 cho đến khi đóng cửa vào ngày 8 tháng 5 năm 1975.

## Danh sách Đại sứ

### Đại sứ Việt Nam Cộng hòa tại New Zealand (1962–1975)
Tháng 9 năm 1962, chính phủ Việt Nam Cộng hòa và chính phủ New Zealand đồng ý thiết lập quan hệ ngoại giao cấp đại sứ và trao đổi sứ giả Cùng tháng đó, Việt Nam Cộng hòa cũng thành lập đại sứ quán tại New Zealand.
| Số | Tên gọi         | Bổ nhiệm          | Nhậm chức            | Trình Quốc thư       | Từ chức              | Cấp bậc  | Chức vụ                    | Ghi chú | Ghi chú |
| -- | --------------- | ----------------- | -------------------- | -------------------- | -------------------- | -------- | -------------------------- | --- | ------- |
| 1  | Trần Văn Lắm    | Tháng 9 năm 1962  | 14 tháng 10 năm 1962 | 16 tháng 10 năm 1962 | 5 tháng 2 năm 1964   | Đại sứ   | Đại sứ đặc mệnh toàn quyền | Đại sứ đầu tiên sau khi thiết lập quan hệ ngoại giao giữa Việt Nam Cộng hòa và New Zealand, kiêm chức Đại sứ Việt Nam Cộng hòa tại Úc. |         |
| 2  | Nguyễn Văn Hiếu | Tháng 4 năm 1964  | 23 tháng 6 năm 1964  | 24 tháng 6 năm 1964  | 10 tháng 10 năm 1966 | Đại sứ   | Đại sứ đặc mệnh toàn quyền | Kiêm chức Đại sứ Việt Nam Cộng hòa tại Úc.                                                                                             |         |
| 3  | Trần Kim Phượng | Tháng 3 năm 1967  |                      | 14 tháng 6 năm 1967  | 5 tháng 11 năm 1970  | Đại sứ   | Đại sứ đặc mệnh toàn quyền | Kiêm chức Đại sứ Việt Nam Cộng hòa tại Úc.                                                                                             |         |
| 4  | Nghiêm Mỹ       |                   | 21 tháng 5 năm 1969  |                      | 6 tháng 6 năm 1972   | Tham tán | Đại biện lâm thời          | |         |
| 5  | Đoàn Bá Cang    | Tháng 5 năm 1972  | 13 tháng 6 năm 1972  | 16 tháng 6 năm 1972  | 5 tháng 12 năm 1974  | Đại sứ   | Đại sứ đặc mệnh toàn quyền | Định cư ở Úc sau khi Sài Gòn thất thủ, qua đời tại Sydney năm 2019.                                                                    |         |
| 6  | Nguyễn Hoàn     | Tháng 11 năm 1974 | Tháng 12 năm 1974    | 13 tháng 12 năm 1974 | 8 tháng 5 năm 1975   | Đại sứ   | Đại sứ đặc mệnh toàn quyền | Cuối cùng, Đại sứ quán đóng cửa ngày 8 tháng 5 năm 1975.                                                                               |         |